# Chilatherina pricei
Chilatherina pricei är en fiskart som beskrevs av Allen och Renyaan, 1996. Chilatherina pricei ingår i släktet Chilatherina och familjen Melanotaeniidae. Inga underarter finns listade i Catalogue of Life.